# Municipio de Sheridan (condado de Linn)
El municipio de Sheridan (en inglés: Sheridan Township) es un municipio ubicado en el condado de Linn en el estado estadounidense de Kansas. En el año 2010 tenía una población de 527 habitantes y una densidad poblacional de 4,55 personas por km².

## Geografía
El municipio de Sheridan se encuentra ubicado en las coordenadas 38°4′57″N 94°40′49″O / 38.08250, -94.68028. Según la Oficina del Censo de los Estados Unidos, el municipio tiene una superficie total de 115.87 km², de la cual 114,15 km² corresponden a tierra firme y (1,49 %) 1,73 km² es agua.

## Demografía
Según el censo de 2010, había 527 personas residiendo en el municipio de Sheridan. La densidad de población era de 4,55 hab./km². De los 527 habitantes, el municipio de Sheridan estaba compuesto por el 94,69 % blancos, el 0,38 % eran afroamericanos, el 1,14 % eran amerindios, el 1,9 % eran de otras razas y el 1,9 % eran de una mezcla de razas. Del total de la población el 2,28 % eran hispanos o latinos de cualquier raza.